# ساوران (گول‌باشی)
ساوران (به ترکی استانبولی: Savran) یک منطقهٔ مسکونی در ترکیه است که در گول‌باشی واقع شده‌است.